# Dasnice
Dasnice (németül: Daßnitz) község Csehországban a Karlovy Vary-i kerület Sokolovi járásában. Közigazgatásilag hozzá tartozik Chlumek (Perglas).

## Nevezetességek
- Perglas kastélya

## Híres emberek
- Itt született Johann Böhm (1937) bajor politikus

## Népesség
A település népessége az elmúlt években az alábbi módon változott:
| Lakosok száma | 309  | 312  | 442  | 257  | 357  | 353  | 287  | 276  | 274  | 250  |
|               | 1869 | 1890 | 1921 | 1950 | 1980 | 2001 | 2017 | 2019 | 2022 | 2024 |

## Jegyzetek

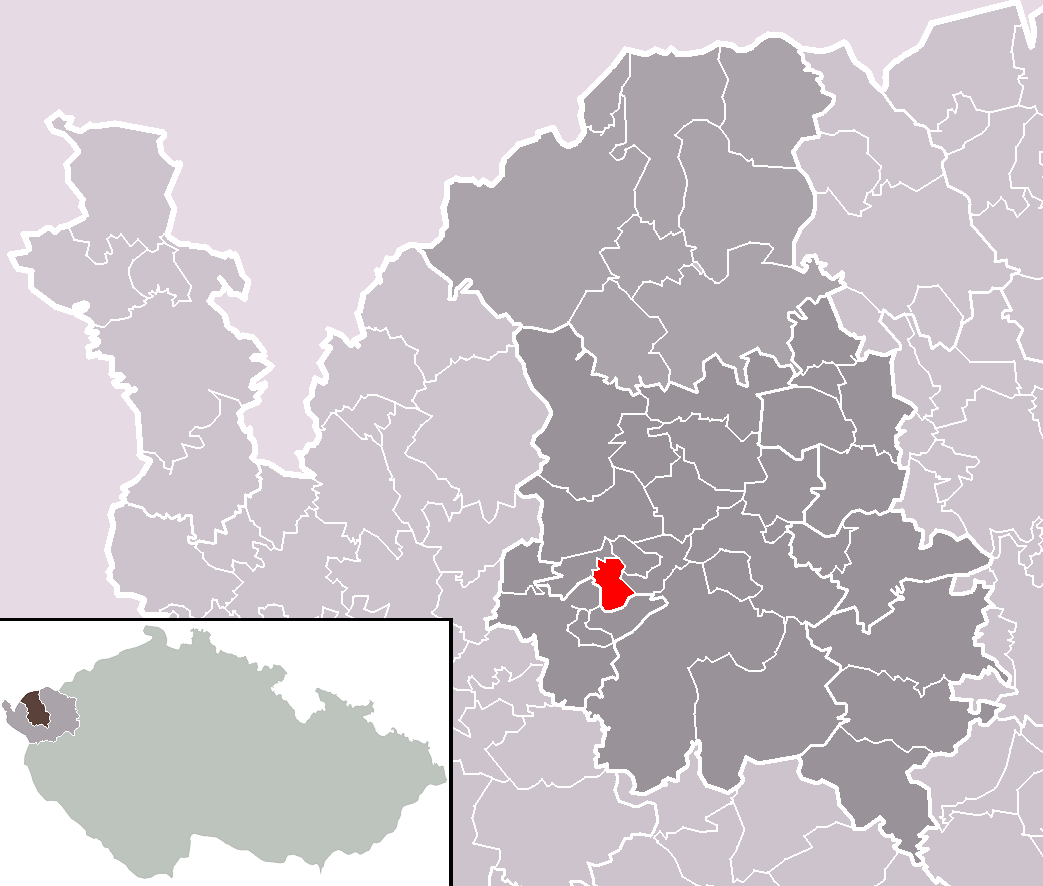
A község közigazgatási területe